# Victor Bockris

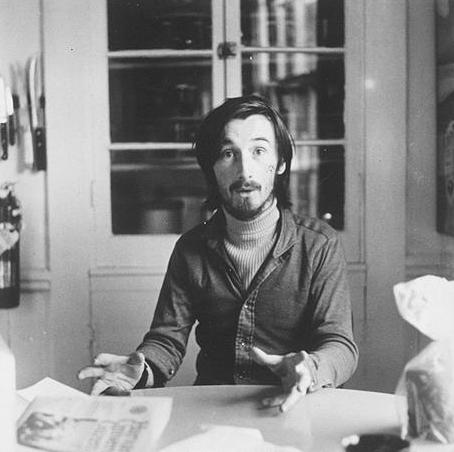
Victor Bockris (1972)

Victor Bockris (* 1949 in Sussex) ist ein in England geborener US-amerikanischer Journalist und Autor.

## Leben
Er gilt als wichtigster Chronist der New Yorker Underground-Szene – vorrangig behandelt er die 1960er- und frühen 1970er-Jahre. Er beleuchtet in seinen kenntnisreichen Biografien zumeist den Aufstieg, Abstieg, Ausstieg und das Comeback der Protagonisten wie Antagonisten der amerikanischen Rock- und Independentszene. Basierend auf seinem Insiderwissen und auf persönlichen Bekanntschaften schildert Bockris Leben, Lieben und Leid der New Yorker Musikszene. Der Schriftsteller ist seit den 1960er-Jahren quasi „Dorfchronist“ und intimer Kenner der New Yorker Bohème. Er gab 1972 den ersten Gedichtband von Patti Smith, Seventh Heaven, heraus. Überdies veröffentlichte er Biografien über The Velvet Underground, Keith Richards, Blondie, Lou Reed, William S. Burroughs, Muhammad Ali und Andy Warhol.

## Werke
- Patti Smith. Die unautorisierte Biographie. Krüger, Frankfurt. ISBN 3-8105-0435-1.
- Andy Warhol, Heyne, München 1991. ISBN 3-546-41393-8.
- Keith Richards, Heyne, München 1993
- William S. Burroughs – Bericht aus dem Bunker. Ullstein, Berlin 1998. ISBN 3-548-31208-X,. Deutsch von Udo Breger und Esther Breger
- Beat Punks – New York’s Underground Culture from the Beat Generation to the Punk Explosion. Da Capo Press, 2000. ISBN 0-3068-0939-7.
- Lou Reed, Hannibal, 2000
- Muhammad Ali in Fighter’s Heaven, Cooper Square Publishers, 2000. ISBN 0-8154-1062-X.
- Blondie, from Punk to the Present. A Pictorial History, 2002 (Musical Legacy Series, 1)
- Up-Tight: The Velvet Underground Story (mit Gerard Malanga), Cooper Square Publishers, 2003